# جانگ سونگ-جو
جانگ سونگ-جو (انگلیسی: Jang Seung-jo؛ زادهٔ ۱۳ دسامبر ۱۹۸۱) بازیگر سینما، بازیگر تلویزیون، و بازیگر اهل کره جنوبی است. وی از سال ۲۰۰۱ میلادی تاکنون مشغول فعالیت بوده‌است. از آثاری که در آنها ایفای نقش کرده‌است می‌توان به گل برفی، کارآگاه خوب و گل پول  اشاره کرد.